# Себастьян Коша
Себастьян Коша (словац. Sebastian Kóša; нар. 13 вересня 2003, Нове Замки) — словацький футболіст, захисник іспанської «Сарагоси» і збірної Словаччини.

## Клубна кар'єра
Народився 13 вересня 2003 року в місті Нове Замки. Вихованець юнацьких команд футбольних клубів «Комятіце», «Слован» (Нітра-Хренова), «ВіОн» та «Нітра». 13 червня 2020 року в матчі проти «ВіОна» він дебютував у чемпіонаті Словаччини у складі останніх і загалом до кінця чемпіонату зіграв у 5 іграх і забив 1 гол.
Влітку 2020 року Коша перейшов до «Спартака» (Трнава). 24 жовтня 2020 року Коша забив свій перший гол за «Спартак» в матчі чемпіонату проти «Тренчина» (2:0) і водночас став наймолодшим бомбардиром в історії клубу у віці 17 років, один місяць та 11 днів, побивши рекорд, що належав легенді клубу Йозефу Адамцю. Згодом Коша став з командою дворазовим володарем Кубка Словаччини.
24 серпня 2024 року перейшов у клуб іспанської Сегунди «Сарагосу», підписавши контракт на чотири роки.

## Виступи за збірні
2017 року дебютував у складі юнацької збірної Словаччини (U-15). У 2022 році Коса у складі юнацької збірної до 19 років взяв участь у домашньому юнацькому чемпіонаті Європи. На турнірі він зіграв у всіх чотирьох матчах і допоміг команді посісти 5 місце та кваліфікуватись на молодіжний чемпіонат світу В Аргентині. Там наступного року Себастьян також зіграв у всіх 4 іграх. Загалом на юнацькому рівні взяв участь у 20 іграх.
З 2021 року залучався до складу молодіжної збірної Словаччини. На молодіжному рівні зіграв у 6 офіційних матчах.

## Статистика виступів

### Статистика клубних виступів
| Сезон             | Команда            | Чемпіонат         | Чемпіонат | Чемпіонат | Національний кубок | Національний кубок | Національний кубок | Континентальні кубки | Континентальні кубки | Континентальні кубки | Інші змагання | Інші змагання | Інші змагання | Усього | Усього | Усього |
| Сезон             | Команда            | Ліга              | Ігор      | Голів     | Ліга               | Ігор               | Голів              | Ліга                 | Ігор                 | Голів                | Ліга          | Ігор          | Голів         | Ігор   | Голів  |        |
| ----------------- | ------------------ | ----------------- | --------- | --------- | ------------------ | ------------------ | ------------------ | -------------------- | -------------------- | -------------------- | ------------- | ------------- | ------------- | ------ | ------ | ------ |
| 2019–20           | «Нітра»            | СЛ                | 3+2       | 0+1       | КС                 | 0                  | 0                  |                      | -                    | -                    |               | -             | -             | 5      | 1      |        |
| 2020–21           | «Спартак» (Трнава) | СЛ                | 18        | 1         | КС                 | 1                  | 0                  |                      | -                    | -                    |               | -             | -             | 19     | 1      |        |
| 2021–22           | «Спартак» (Трнава) | СЛ                | 5         | 0         | КС                 | 0                  | 0                  | ЛК                   | 5                    | 0                    |               | -             | -             | 10     | 0      |        |
| Усього за кар'єру | Усього за кар'єру  | Усього за кар'єру | 28        | 2         |                    | 1                  | 0                  |                      | 5                    | 0                    |               | -             | -             | 34     | 2      |        |

## Титули і досягнення
- Володар Кубка Словаччини (2):

«Спартак» (Трнава): 2021/22, 2022/23